# Josquin Baston
Josquin Baston (fl. poł. XVI w.) – prawdopodobnie flamandzki kompozytor okresu renesansu.

## Życiorys
Identyfikowany jest z Janem Bastonem, muzykiem przebywającym w latach 1552–1553 na dworze Zygmunta Augusta. Utożsamia się go także z Johanem Pastonem działającym na dworze królewskim w Kopenhadze oraz Johanem Bastonem, wzmiankowanym w latach 50. XVI wieku na dworach w Wiedniu i Dreźnie, a w latach 1559–1566 działającym w Szwecji.
Z jego twórczości zachowało się 30 chansons do tekstów francuskich na 3–6 głosów, 6 chansons do tekstów niderlandzkich na 4 głosy oraz 12 motetów łacińskich na 4–6 głosów. Część z tych utworów była drukowana w antologiach Tielmana Susato i Pierre’a Phalèse.